# Gene Autry (Oklahoma)
Gene Autry – miasto w Stanach Zjednoczonych, w stanie Oklahoma, w hrabstwie Carter.